# The Jesus Lizard
Ne pas confondre avec Jesús Luzardo.
The Jesus Lizard est un groupe de rock américain, originaire de Chicago, dans l'Illinois. Il est actif jusqu'à sa séparation en 1999. Il se reforme brièvement entre 2008 et 2010. Il se compose à ses débuts de David Yow, chanteur réputé pour ses concerts en état d'ébriété avancée, David Wm. Sims à la basse (tous deux provenant de Scratch Acid), et Duane Denison à la guitare. Le groupe se reforme en 2017.

## Biographie

### Débuts (1987–1994)
Après la séparation de Scratch Acid en 1987, le bassiste David Wm Sims quitte le Texas pour rejoindre Rapeman, le nouveau groupe de Steve Albini, à Chicago. La formation est éphémère et se sépare dès 1989. En 1988, David Yow s'était lui aussi rendu à Chicago dans le but de former un nouveau groupe : il recrute l'ancien guitariste de Cargo Cult, Duane Denison (diplômé du conservatoire de jazz) et, s'estimant trop mauvais bassiste, fait de nouveau appel à Sims. Le trio se baptise The Jesus Lizard. Il donne son premier concert le 1er juillet 1989 à Chicago. Après la sortie du EP Pure réalisé avec une boîte à rythmes et produit en collaboration avec Albini, le groupe signe un contrat avec le label Touch and Go Records (Big Black, Butthole Surfers...).
En 1990, Mac McNeilly (ancien de Phantom 309) intègre le groupe en tant que batteur et le premier album intitulé Head est mis en vente. L'année suivante sort Goat et le groupe est repéré par la critique, notamment par le magazine Spin : « The Jesus Lizard se taille une réputation de sauvagerie sans égale » grâce à ses concerts énergiques et un chanteur hystérique qui n'hésite pas à s'exhiber, s'uriner dessus, ou se mutiler sur scène, entre autres agissements déviants.
Après la sortie de Liar fin 1992, le groupe partage l'affiche avec les groupes les plus prestigieux de la scène indépendante : Boss Hog, Nirvana, Fugazi etc. Le groupe effectue également une deuxième tournée en Europe, dont le premier concert a lieu au célèbre Marquee Club de Londres. 1993 est l'année de la consécration. Le groupe publie Puss/Oh, the Guilt,  un single split en collaboration avec Nirvana (qui rencontre un succès considérable et totalement imprévu après la sortie de son album Nevermind).
La frénésie et les hurlements de Yow commencent à se faire plus mesurés, il chante d'une façon plus conventionnelle ; les productions du groupe murissent, en particulier sous l'influence de la grande technique de Denison. Début 1994, l'album live Show, sorti chez Giant Records, filiale de Warner, vient illustrer ce nouveau tournant. Des tensions commencent à apparaître entre le groupe et son producteur habituel et proche, Steve Albini, un détracteur forcené des majors du disque. La même année le groupe fait une nouvelle apparition au Reading Festival, sort l'album Down, qui rencontre un grand succès, et le groupe est plus que jamais courtisé par les majors,.

### Période Capitol et séparation (1995–1999)
Le groupe signe finalement chez Capitol en 1995, une signature qui marque la fin de sa collaboration avec Albini. Le groupe fait un triomphe au festival américain itinérant Lollapalooza la même année ; au cours d'un de ces concerts, Yow est arrêté par la police pour exhibitionnisme.
En 1996, Jim Kimball remplace McNeilly à la batterie et le groupe sort Shot, son premier album chez sa nouvelle maison de disques, produit par Garth Richardson ; en regard des compositions précédentes du groupe, l'album est jugé décevant par certains critiques (« décent », « pas un mauvais album, mais pas aussi bon qu'il aurait dû l'être »). Le groupe participe également à la bande originale du film Clerks : Les Employés modèles avec sa chanson Panic in Cicero. Un dernier album intitulé Blue sort en 1998 ; le groupe annonce officiellement sa séparation le 1er juillet de l'année suivante,.
En 2000, Touch and Go Records sort une compilation de singles et de raretés intitulé Bang. En 2006, Yow et Sims reforment Scratch Acid, avec Rey Washam (Rapeman, Ministry) et Brett Bradford pour le 25e anniversaire de Touch and Go Records, à Chicago.

### Retour et nouvelles séparation (2008–2013)
En novembre 2008, pour les dix ans de sa séparation, le groupe annonce sa reformation pour le temps de quelques concerts. À cette occasion les quatre premiers albums du groupe seront également republiés dans une version remasterisée par Bob Weston, compagnon de route de longue date d'Albini. C'est à l'été 2009 qu'un seul et unique show sera initialement annoncé (dans le cadre du All Tomorrow’s Parties’ « The Fans Strike Back » Festival dans la ville de Minnehead en Angleterre), pour être complété par une série de concerts (plus d'une vingtaine de dates) aux États-Unis et en Europe (notamment avec un passage au festival parisien Villette Sonique).
En octobre 2013, Jesus Lizard est annoncé au Release the Bats, organisé par All Tomorrow's Parties à Melbourne, en Australie. Leur apparition est annulée,.

## Style musical et influences
The Jesus Lizard est considéré comme un groupe phare du noise rock ; dans la lignée de précurseurs comme Big Black, Sonic Youth ou Pussy Galore, il a reçu une forte reconnaissance du milieu musical underground. Le groupe est l'inventeur d'une synthèse détonnante de punk rock, de blues et des sonorités industrielles et bruitistes venues d'Europe.
Il se démarque également par la construction (ou plutôt la déconstruction) des morceaux, souvent complexes et éloignés des formes habituelles du rock, opérant un jeu sur les signatures rythmiques et des rythmes saccadés visant à mettre l'auditeur dans une position inconfortable, le tout soutenu par le chant décadent de Yow.
On peut noter d'importantes ressemblances dans le jeu de guitare avec celui de Bruce Anderson, du groupe MX-80. Mais les références aux groupes de chez Ralph Records se manifestent aussi par des influences de Chrome, comme l'atteste le morceau intitulé Chrome (premier single), qui est un medley de titres du troisième album de ce groupe.

## Membres

### Membres actuels
- David Yow – chant (1987–1999, 2008–2010, depuis 2017)
- Duane Denison – guitare (1987–1999, 2008–2010, depuis 2017)
- David Wm. Sims – basse (1987–1999, 2008–2010, depuis 2017)
- Mac McNeilly – batterie (1989–1996, 2008–2010, depuis 2017)

### Anciens membres
- Jim Kimball – batterie (1996–1998)
- Brendan Murphy – batterie (1998–1999)

## Discographie

### Albums studio
Les titres des albums du groupe sont toujours un mot de quatre lettres.
- 1990 : Head (Touch and Go Records)
- 1991 : Goat (Touch and Go Records)
- 1992 : Liar (Touch and Go Records)
- 1994 : Down (Touch and Go Records)
- 1996 : Shot (Capitol Records)
- 1998 : Blue (Capitol Records)
- 2024 : Rack (Ipecac)

### Singles
- 1989 : Chrome / 7 Vs. 8 (Touch and Go)
- 1990 : Mouth Breather / Sunday You Need Love (Touch and Go)
- 1992 : Wheelchair Epidemic / Dancing Naked Ladies (Touch and Go)
- 1993 : Gladiator / Seasick (Touch and Go)
- 1993 : Gladiator (demo) / Boilermaker (demo) (Insipid Vinyl)
- 1993 : Puss / Oh, the Guilt (Touch and Go, split avec Nirvana)
- 1993 : (Fly) On (The Wall) / White Hole (Touch and Go)
- 1994 : Art of Self Defense (live) / Nub (live) (Fear and loathing Fanzine n° 21)
- 1996 : Thumper (Capitol)